# Parentia tonnoiri
Parentia tonnoiri är en tvåvingeart som först beskrevs av Octave Parent 1933.  Parentia tonnoiri ingår i släktet Parentia och familjen styltflugor. Inga underarter finns listade i Catalogue of Life.